# Рик и Морти
«Рик и Мо́рти» (англ. Rick and Morty) — американский комедийный научно-фантастический анимационный сериал для взрослых, созданный Джастином Ройландом и Дэном Хармоном и выпускаемый в рамках блока Adult Swim на телеканале Cartoon Network. Премьера сериала состоялась в декабре 2013 года; второй сезон вышел в 2015 году. 1 октября 2017 года завершился третий сезон, и в мае 2018 года было объявлено о выпуске ещё 70 эпизодов при неопределённом количестве сезонов. В мае 2019 года была объявлена дата выхода четвёртого сезона — ноябрь 2019. Первые пять эпизодов вышли в свет в ноябре-декабре, остальные — после перерыва, 3—31 мая 2020 года. Также в мае было объявлено о продлении сериала на пятый сезон (без указания конкретных дат). 20 июня 2021 года вышел пятый сезон, 4 сентября 2022 года состоялся премьерный показ шестого сезона. В январе 2023 года Adult Swim разорвали отношения с Ройландом из-за обвинений в домашнем насилии и объявили о рекасте его ролей. Седьмой сезон стал первым, где главных героев озвучил не Джастин Ройланд. Премьера седьмого сезона состоялась 15 октября 2023 года. В декабре 2023 года авторы сериала сообщили, что сценарий восьмого сезона дописан и скоро начнутся съёмки; параллельно идёт создание сценария для девятого сезона; также есть планы на аниме-адаптацию этого мультсериала. Премьера восьмого сезона состоялась 25 мая 2025 года.
Сериал посвящён злоключениям циничного безумного учёного Рика Санчеса и его наивного, капризного и неуверенного в себе внука Морти. Сериал, выросший из хулиганской анимационной пародии на трилогию «Назад в будущее», получил чрезвычайно высокие отзывы критики, особо отмечавшей его оригинальность, креативность и чувство юмора.
В 2020 году журнал «Мир фантастики» в спецвыпуске «Фантастические 2010-е» назвал «Рика и Морти» (наряду с «Гравити Фолз» и «Временем приключений») мультсериалом десятилетия.

## Концепция и структура серий
Большинство серий состоят из двух параллельных сюжетов. Один из них, как правило, связан с путешествием в параллельные миры или на другую планету, другой — с использованием гаджетов кем-то из членов семьи Рика.
Для путешествий Рик использует портальную пушку, которая позволяет перемещаться не только в пространстве, но и между параллельными мирами, а также летающую тарелку, которую Рик собрал из хлама на заднем дворе. Кроме того, Рик регулярно изобретает различные гаджеты, помогающие ему в путешествиях. Во вселенной Рика и Морти существует бесконечное количество параллельных миров, в которых живёт бесконечное количество копий Рика и Морти. Некоторые миры ничем не отличаются от родного мира Рика C-137, другие — вплоть до полной невозможности жизни. Кроме того, существует бесконечное количество обитаемых планет, населённых различными цивилизациями.
Во многих сериях поднимаются темы личной ответственности и оправданности риска. Безобидная шалость может обернуться катастрофой, попытка спасти невиновного — геноцидом, а героизм оказывается бессмысленным. Иногда Рик пытается отговорить других от необдуманных поступков, но недостаточно убедительно. Иногда Рик сам становится причиной проблем из-за гордости, самоуверенности, конфликтов с правительством, межпланетной мафией или версиями себя из параллельных реальностей.

## Основные персонажи
- Рик Санчес (озвучили Джастин Ройланд (сезоны 1-6), Иэн Кардони (с 7 сезона)) (англ. Rick Sanchez C-137) — один из двух главных героев, гениальный учёный возрастом около 70 лет, алкоголик с постоянной отрыжкой. Скептик, крайне циничен, ворчлив, эгоистичен, но не лишён чувства юмора. Атеист (хотя в некоторых сериях даже молится Богу, однако, каждый раз после чудесного спасения ссылается на удачу и вновь отвергает Его существование). Панически боится пиратов. Из-за своей гениальности нажил себе немало врагов во всей Вселенной. Недавно переехал к своей дочери в семью Смитов; с тех пор почти во все путешествия отправляется со своим внуком Морти.
- Морти Смит (озвучили Джастин Ройланд (сезоны 1-6), Гарри Белден (с 7 сезона)) (англ. Morty Smith) — второй главный герой, внук Рика, мальчик 14 лет, обычный подросток. Путешествуя с дедом, часто не понимает, что происходит, но периодически проявляет смекалку. Влюблён в Джессику. После уничтожения населения родной планеты Земли в результате «кроненбергизации», перебрался вместе с Риком в измерение, где их версии погибли при неудачном эксперименте Рика. Было ещё несколько переходов в другие измерения, о чём говорят записанные воспоминания Морти. Были ли они до событий «кроненбергизации» неизвестно.
- Джерри Смит (озвучил Крис Парнелл) (англ. Jerry Smith) — отец Морти и Саммер, зять Рика, муж Бэт, 34-35 лет. Как и Морти, наивен и глуповат, сильно комплексует из-за этого. Подшучивает над женой по поводу того, что она «не настоящий хирург». Очень любит фильм «Титаник». Безработный, о чём ему периодически напоминают все члены семьи фразами «найди работу». Некоторое время работает рекламным агентом. Интересуется гражданским правом. Недолюбливает Рика (если не сказать больше), и это чувство взаимно.
- Саммер Смит (озвучила Спенсер Грэммер) (англ. Summer Smith) — старшая сестра Морти, 17 лет. Типичный подросток с соответствующим кругом интересов. Иногда путешествует с дедом и младшим братом и нередко выручает их. Считает выходки своей семьи «глупыми». Некоторое время работала в лавке у дьявола. Была влюблена в Итана, во второй серии 3 сезона встречалась с Кровотёком, лидером обитателей постапокалиптического измерения. Очень привязана к своему телефону. Считает своё тело некрасивым.
- Бэт Смит (озвучила Сара Чок) (англ. Beth Smith (Sanchez)) — дочь Рика, мать Морти и Саммер, и жена Джерри, 34 года. Работает кардиохирургом-ветеринаром — преимущественно лошадиным. Родила Саммер в 17 лет, из чего, по словам самой Саммер, «постоянно делает проблему». Имеет проблемы с алкоголем, считает себя неполноценной, и боится, что отец вновь бросит её. В последних сериях третьего сезона Рик создал её клон, но сделал так, чтобы самому не знать, кто есть кто.

## Создание
Создатели мультфильма, Джастин Ройланд и Дэн Хармон, познакомились в Лос-Анджелесе на ежемесячном некоммерческом фестивале короткометражных фильмов Channel 101, одним из основателей которого был Хармон. Участники этого фестиваля предлагали на суд зрителей пилотные версии своих короткометражных работ, после чего зрители выбирали те из них, которые, по их мнению, достойны далее выпускаться в качестве сериалов. Через год после основания фестиваля, с 2004 года, Ройланд начал присылать на него свои работы. Пилоты Ройланда, которые Хармон описывал как «больные и поехавшие», вызывали неоднозначную реакцию зрителей, но тем не менее Хармону пришёлся по вкусу такой юмор, и они начали сотрудничать.
В 2006 году Хармоном и Ройландом для Channel 101 был создан мультфильм «The Real Animated Adventures of Doc and Mharti», рассказывающий о приключениях главных героев серии фильмов «Назад в будущее» Эмметта Брауна и Марти Макфлая. Вкратце Хармон описал результат как «бастардизация и порнографический вандализм»: на протяжении всего мультфильма Док убеждал Марти в том, что любую возникшую проблему можно решить, если заняться с ним оральным сексом, а комический эффект достигался путём многократного повторения имён главных героев. Мультфильм вызвал сильные эмоции у зрителей и Ройланд создал ещё несколько короткометражных работ, в которых герои стали постепенно отходить от своих прототипов из оригинальных фильмов. Позже Хармон посвятил всё своё время работе над сериалом «Сообщество», а Ройланд занялся озвучиванием мультсериала «Рыбология».
Работой над анимацией занималась канадская компания «Bardel»; анимацию и дизайн персонажей разрабатывали с помощью программы Toon Boom Harmony. В первую очередь фоновый рисунок делали в Adobe Photoshop, а в финальную — дорабатывали в After Effects. По словам создателей и аниматоров, работая над стилем главных героев, они вдохновлялись другим мультсериалом — «Симпсоны».

## Эпизоды
| Сезон | Серии | Серии | Даты показа     | Даты показа     |
| Сезон | Серии | Серии | Первая серия    | Последняя серия |
| ----- | ----- | ----- | --------------- | --------------- |
| 1     | 11    | 11    | 2 декабря 2013  | 14 апреля 2014  |
| 2     | 10    | 10    | 26 июля 2015    | 4 октября 2015  |
| 3     | 10    | 10    | 1 апреля 2017   | 1 октября 2017  |
| 4     | 10    | 10    | 10 ноября 2019  | 31 мая 2020     |
| 5     | 10    | 10    | 20 июня 2021    | 5 сентября 2021 |
| 6     | 10    | 10    | 4 сентября 2022 | 11 декабря 2022 |
| 7     | 10    | 10    | 15 октября 2023 | 17 декабря 2023 |
| 8     | 10    | 10    | 25 мая 2025     | 27 июля 2025    |

## Отсылки
Симпсоны

В октябре 2014 года на New York Comic Con Джастин Ройланд объявил о готовящемся небольшом кроссовере с «Симпсонами».
14 мая 2015 года на официальном канале «Adult Swim» был опубликован кауч-гэг (англ. couch gag), в котором Д. Ройланд выступил в качестве приглашённой звезды, озвучив Рика и Морти. Этот ролик стал заставкой 574-го эпизода «Симпсонов» под названием «Mathlete’s Feat» (с англ. — «Подвиг математички», 22 серия 26 сезона), премьера которого состоялась 17 мая.
Мэтт Грейнинг назвал эту заставку «возможно, самой масштабной и длительной диванной сценой из всех, созданных нами».
Гравити Фолз

Создатели «Рика и Морти» и «Гравити Фолз» предполагали возможный кроссовер этих двух мультфильмов и вставляли в отдельные эпизоды взаимные отсылки. Так, например, в 7-й серии 2-го сезона в «Гравити Фолз» в портал затянуло ручку, блокнот и кружку Стэна Пайнса (сцена в титрах). Именно эти 3 предмета выпали из портала в 10-й серии 1-го сезона «Рика и Морти» (сцена на 6 мин 40 сек). Однако в связи с завершением сериала «Гравити Фолз» планы были отменены.
Другие
- 30 ноября 2015 года Adult Swim выпустили 30-секундный рекламный ролик[24] для Hardee’s и Carl’s Jr. В этом видео Рик приводит в спальню Морти живые бургеры[25].
- В фильме «Лига Справедливости» на мониторе в апартаментах Барри Аллена можно увидеть кадры из 9 серии 1 сезона мультсериала[26].
- В конце 1 серии 3 сезона, вышедшей на экраны 2 апреля 2017 года, Рик заявил Морти, что хочет найти «тот самый сычуаньский соус»[27], который продавали в Макдоналдсе в 1998 году в день выхода мультфильма «Мулан» в кинотеатрах США, и планирует в течение ближайших девяти сезонов (97 лет) искать этот соус. Фанаты телешоу поддержали идею, и была создана петиция с просьбой вернуть соус в продажу. В ответ немецкий «Макдоналдс» пообещал разыграть в мае 20 бутылочек сычуаньского соуса ёмкостью 140 миллилитров. Победителя обещали выбрать среди тех, кто оставит самую уважительную причину для получения соуса[28]. В июне Макдоналдс прислал Джастину Ройленду, одному из авторов сериала, целую канистру сычуаньского соуса «из измерения C-1998M, где всегда 1998 год»[29]. А в октябре 2017 года «Макдоналдс» вернул сычуаньский соус в меню нескольких ресторанов своей сети[30].
- В третьем эпизоде третьего сезона мультсериала после титров появилась надпись: «Игра престолов [2011-2016]», что можно интерпретировать как шутку о смерти сериала[31]. И хотя Дэн Хармон никогда не стеснялся высказывать непопулярное мнение, он разъяснил, что это не его идея. Об этом он написал в своём профиле Instagram. Там Хармон утверждает, что идея шутки принадлежит Adult Swim, и это то, с чем он не согласен. До заявления Хармона от шутки также открестился официальный Twitter ТВ-шоу и соавтор мультсериала Джастин Ройланд.
- В мультсериале Гриффины в серии «PeTerminator» оказывается, что Стьюи украл у Рика портальную пушку и с помощью неё он вместе с Брайаном путешествовал во времени
- В мультсериале Удивительный мир Гамбола в серии «The Puppets» «Гамбол» встречает «Кричащее Солнце» из серии Свадебные Сквончеры

## В других медиа

### Комикс
На New York Comic Con 2014 главный редактор издательства «Oni Press», Джеймс Лукас Джонс (англ. James Lucas Jones), заявил, что комикс-адаптация мультсериала выйдет в 2015 году. Первый выпуск ежемесячной серии Rick & Morty вышел в апреле 2015 и получил 2 «черепа» из 5 на сайте Bloody Disgusting. Сценаристом серии стал Зак Горман (англ. Zac Gorman), художником — C. J. Cannon, колористом — Райан Хилл (англ. Ryan Hill).

### Видеоигры
15 июня 2015 года компания Valve совместно с Adult Swim Games выпустили Rick and Morty Announcer Pack — набор голосов для комментариев в игре Dota 2.
Adult Swim Games выпустили 13 января 2016 года пародию на покемонов — Pocket Mortys — бесплатную ролевую игру для iOS и Android, разработанную Big Pixel Studios. Сюжет основывается на серии «Close Rick-Counters of the Rick Kind».
В июле 2016 года было объявлено, что компания Owlchemy Labs разработает однопользовательскую игру Rick and Morty Simulator: Virtual Rick-ality для VR-шлема HTC Vive.